# Samuel Kumah
Samuel Kumah, född den 26 juni 1970, är en ghanansk fotbollsspelare som tog OS-brons i herrfotbollsturneringen vid de olympiska sommarspelen 1992 i Barcelona. 